# Służba Wywiadu Wojskowego
Służba Wywiadu Wojskowego (SWW) – służba specjalna właściwa w sprawach ochrony przed zagrożeniami zewnętrznymi dla obronności RP oraz bezpieczeństwa i zdolności bojowej Sił Zbrojnych Rzeczypospolitej Polskiej, powołana na podstawie ustawy z dnia 9 czerwca 2006 o Służbie Kontrwywiadu Wojskowego i Służbie Wywiadu Wojskowego (Dz.U. z 2024 r. poz. 1405) i podległa Ministrowi Obrony Narodowej.
SWW rozpoczęła działalność 1 października 2006, przejmując zadania rozwiązanych dzień wcześniej (30 września) Wojskowych Służb Informacyjnych.
W dniu 20 czerwca 2012 nadano SWW sztandar. Od 2019 r. 11 maja jest obchodzone Święto SWW.
Działalność SKW i SWW jest finansowana z budżetu państwa z części – obrona narodowa.

## Struktura
W skład SWW wchodzą następujące jednostki organizacyjne:
- Gabinet Szefa
- Departament I
- Departament II
- Departament III
- Departament IV
- Departament V
- Biuro Ochrony i Osłony
- Biuro Finansowo-Logistyczne
- Biuro Kadr
- Biuro Prawne
- Biuro Ewidencji i Archiwum
- Centrum Kształcenia SWW im. ppłk. Mariana Chodackiego[7]
- Zespół Audytu Wewnętrznego

## Zadania
1. uzyskiwanie, gromadzenie, analizowanie, przetwarzanie i przekazywanie właściwym organom informacji mogących mieć istotne znaczenie dla:
  - bezpieczeństwa potencjału obronnego Rzeczypospolitej Polskiej,
  - bezpieczeństwa i zdolności bojowej SZ RP,
  - warunków realizacji, przez SZ RP, zadań poza granicami państwa;
2. rozpoznawanie i przeciwdziałanie:
  - militarnym zagrożeniom zewnętrznym godzącym w obronność Rzeczypospolitej Polskiej,
  - zagrożeniom międzynarodowym terroryzmem;
3. rozpoznawanie międzynarodowego obrotu bronią, amunicją i materiałami wybuchowymi oraz towarami, technologiami i usługami o znaczeniu strategicznym dla bezpieczeństwa państwa, a także rozpoznawanie międzynarodowego obrotu bronią masowej zagłady i zagrożeń związanych z rozprzestrzenianiem tej broni oraz środków jej przenoszenia;
4. rozpoznawanie i analizowanie zagrożeń występujących w rejonach napięć, konfliktów i kryzysów międzynarodowych, mających wpływ na obronność państwa oraz zdolność bojową SZ RP, a także podejmowanie działań mających na celu eliminowanie tych zagrożeń;
5. prowadzenie wywiadu elektronicznego na rzecz SZ RP oraz przedsięwzięć z zakresu kryptoanalizy i kryptografii;
6. współdziałanie w organizowaniu polskich przedstawicielstw wojskowych za granicą;
7. uczestniczenie w planowaniu i przeprowadzaniu kontroli realizacji umów międzynarodowych dotyczących rozbrojenia;
8. podejmowanie innych działań przewidzianych dla SWW w odrębnych ustawach, a także umowach międzynarodowych, którymi Rzeczpospolita Polska jest związana.

## Szef SWW
Szef SWW jest centralnym organem administracji rządowej, podporządkowanym Ministrowi Obrony Narodowej i podlega kontroli sejmowej.

### Powołanie
Szefów SWW powołuje i odwołuje, na wniosek Ministra Obrony Narodowej, Prezes Rady Ministrów, po zasięgnięciu opinii Prezydenta Rzeczypospolitej Polskiej oraz Kolegium do Spraw Służb Specjalnych i Sejmowej Komisji do Spraw Służb Specjalnych.

### Odwołanie
Odwołanie Szefa SWW z zajmowanego stanowiska następuje w przypadku:
- rezygnacji z zajmowanego stanowiska;
- zrzeczenia się obywatelstwa polskiego lub nabycia obywatelstwa innego państwa;
- skazania prawomocnym wyrokiem sądu za przestępstwo lub przestępstwo skarbowe;
- utraty predyspozycji niezbędnych do zajmowania stanowiska;
- niewykonywania obowiązków z powodu choroby trwającej nieprzerwanie ponad 3 miesiące.

### Szefowie SWW
- wakat na urzędzie od 1 października 2006 do 4 października 2006, pełnomocnikiem ds. tworzenia służby był gen. bryg. Jan Żukowski
- gen. bryg. Witold Marczuk od 4 października 2006 do 16 stycznia 2008
- gen. bryg. Maciej Hunia od 16 stycznia 2008 do 7 czerwca 2008
- gen. bryg. Radosław Kujawa od 11 sierpnia 2008 do 19 listopada 2015 (od 7 czerwca 2008 do 11 sierpnia 2008 jako pełniący obowiązki)
- gen. bryg. Andrzej Kowalski od 19 lutego 2016 do 27 stycznia 2020[9] (od 19 listopada 2015 do 19 lutego 2016 jako pełniący obowiązki)
- gen. bryg. Marek Łapiński od 27 stycznia 2020 do 19 grudnia 2023[10]
- płk Dorota Kawecka od 19 grudnia 2023

## Stopnie służbowe
W SWW obowiązują następujące korpusy i stopnie służbowe żołnierzy i funkcjonariuszy:
- korpus szeregowych:
  -  szeregowy
  -  starszy szeregowy
- korpus podoficerów:
  -  kapral
  -  starszy kapral
  -  plutonowy
  -  sierżant
  -  starszy sierżant
  -  młodszy chorąży
  -  chorąży
  -  starszy chorąży
  -  starszy chorąży sztabowy
- korpus oficerów:
  -  podporucznik
  -  porucznik
  -  kapitan
  -  major
  -  podpułkownik
  -  pułkownik
  -  generał brygady
  -  generał dywizji
  -  generał broni

## Znane sukcesy służby
- Poza najbardziej skrytym działaniem pod przykryciem dyplomacji w ataszatach wojskowych Ambasad RP i prowadzenia wywiadu z pozycji nielegalnej (bez ochrony immunitetu dyplomatycznego) W przeszłości służba prowadziła wywiad pola walki głównie w PKW Afganistan.

Przykład osiągnięć; odkrycie w wyniku działań operacyjnych składów broni i amunicji talibskich bojowników w prowincji Ghazni.